# 제이슨 데이 (배우)
제이슨 데이(Jason Day, 1985년 6월 8일 ~ )는 페루의 배우이다.

## 출연 작품
- 30 비트 (2011)
- 만코라 (2008)